# Spółgłoska nosowa wargowo-zębowa
Spółgłoska nosowa wargowo-zębowa – rodzaj dźwięku spółgłoskowego występujący w językach naturalnych. W międzynarodowej transkrypcji fonetycznej IPA oznaczanej symbolem: [ɱ].

## Artykulacja

### Opis
W czasie artykulacji podstawowego wariantu [ɱ]:
- modulowany jest prąd powietrza wydychanego z płuc, czyli artykulacja tej spółgłoski wymaga inicjacji płucnej i egresji,
- tylna część podniebienia miękkiego znajduje się w luźnej pozycji, prąd powietrza uchodzi przez nos
- prąd powietrza w jamie ustnej przepływa ponad całym językiem lub przynajmniej powietrze uchodzi wzdłuż środkowej linii języka
- dolna warga kontaktuje się z górnymi siekaczami, tworząc zwarcie. Dochodzi do zablokowania przepływu powietrza przez jamę ustną, jednakże podniebienie miękkie jest opuszczone i powietrze uchodzi przez nos.
- wiązadła głosowe periodycznie drgają, spółgłoska ta jest dźwięczna
- pozycja języka i ust może zależeć od kontekstu, w jakim występuje głoska.

### Warianty
Opisanej powyżej artykulacji może towarzyszyć dodatkowo:
- wzniesienie środkowej części grzbietu języka w stronę podniebienia twardego, mówimy wtedy o spółgłosce zmiękczonej (spalatalizowanej): [ɱʲ]
- wzniesienie tylnej części grzbietu języka w kierunku podniebienia tylnego, mówimy spółgłosce welaryzowanej: [ɱˠ]
- zaokrąglenie warg, mówimy wtedy o spółgłosce labializowanej [ɱʷ]

### Przykłady
- w wielu językach głoska ta jest alofonem spółgłoski [m] w pozycji przed spółgłoską wargowo-zębową
  - w języku polskim: symfonia [sɨɱˈfɔɲja]

## Terminologia
Spółgłoska wargowo-zębowa to inaczej spółgłoska labiodentalna.